# 김소희 (성우)
김소희(1983년 8월 20일 ~ )는 대한민국의 성우로, 2010년 한국방송 성우극회 공채 35기로 입사했다.

## 출연작품

### TV 애니메이션
- 꿈의 보석 프리즘스톤 (SBS) - 카린(시지미 카린/타카하시 카린)
- 내 친구 미소 (KBS) - 미소, 강산
- 뚝딱구조대 (MBC) - 쿠니
- 디지몬 어드벤처: (대원방송) - 쉬라몬
- 버디랜드의 친구들 (KBS) - 미나
- 이야기 보따리 (SBS)

### 극장판 애니메이션
- 극장판 포켓몬스터 AG: 뮤와 파동의 용사 루카리오 - 이일린
- 겨울왕국 - 마을 사람
- 드림쏭3 - 달마
- 몬스터 대학교 - 피엔케이 멤버
- 마야2 - 바이올렛, 여왕
- 벅스 프렌즈
- 얼리 맨 - 구나
- 창가의 토토 - 토토의 어머니

### 영화
- 본 슈프리머시 (KBS) - 이레나(옥사나 아킨시나) / CIA 정보원(미셸 모나한)
- 상하이 나이츠 (KBS) - 호텔 여성(조지나 채프먼)
- 스테이트 오브 플레이 (KBS) - 주디스 프랭클린(비올라 데이비스) / 소냐 베이커 (마리아 테이어)
- 스핏파이어 그릴 (KBS) - 몰리(링컨 그로우)
- 아무르 (KBS) - 간호사(디나라 드루카로바)
- 열혈남아 (KBS) - 아오의 이웃(진문호)
- 유브 갓 메일 (KBS) - 메튜(제프리 스카페로타)

### 외화
- 닥터후 시즌 10(KBS) - 엘라이자(머라이어 게일)
- 리썰 웨폰(KBS) - 사라(린제이 크래프트)

### 다큐멘터리
- 세상의 모든 다큐 (KBS) 지구 에너지의 미래 - 페기 류 / 어니스 파커 휴스턴 사장

### 라디오 드라마
소설극장 (KBS 3라디오)
- 2010.02.08 ~ 2010.03.13 김원일 <마당 깊은 집> (순화 누나)
- 2010.03.18 ~ 2010.03.26 윤대녕 <제비를 기르다> (문희)
- 2010.04.11 ~ 2010.04.17 윤대녕 <못구멍> (여직원)
- 2010.04.25 ~ 2010.04.29 박완서 <그리움을 위하여> (경숙)
- 2010.05.05 ~ 2010.05.08 박완서 <마흔아홉 살> (여자)
- 2010.05.18 ~ 2010.05.20 박완서 <촛불 밝힌 식탁> (여자)
- 2010.05.20 ~ 2010.05.24 박완서 <대범한 밥상> (친구)
- 2010.05.24 ~ 2010.05.29 박완서 <친절한 복희씨> (어머니)
- 2010.05.31 ~ 2010.07.23 현기영 <지상에 숟가락 하나> (웬깅이 어머니 / 아이)
- 2010.07.24 ~ 2010.08.27 박민규 <삼미 슈퍼스타즈의 마지막 팬클럽> (부분 낭독)
- 2010.08.28 ~ 2010.09.01 F. 스콧 피츠제럴드 <벤자민버튼의 시간은 거꾸로 간다> (여자)
- 2010.09.08 ~ 2010.09.10 F. 스콧 피츠제럴드 <도자기와 분홍> (줄리)
- 2010.10.07 ~ 2010.11.13 박현욱 <아내가 결혼했다> (부분 낭독)
- 2011.05.22 ~ 2011.07.02 박완서 <아주 오래된 농담> (유현금)
- 2011.08.16 ~ 2011.09.27 최인호 <낯익은 타인들의 도시> (간호사 / 포주 월매)
- 2011.09.28 ~ 2011.11.04 오세영 <북벌> (이한매)
- 2011.11.05 ~ 2011.11.14 성석제 <호랑이를 봤다> (흑염소 신문기사 낭독)

라디오 극장 (KBS 한민족 방송)
- 2010.02.01 ~ 2010.02.28 박범신 <풀입에서 눕다> (현희 / 여행객)
- 2010.03.01 ~ 2010.03.31 이덕일 <이회영과 젊은 그들> (하녀 / 여자 / 어린 이규창)
- 2010.07.01 ~ 2010.07.31 권비영 <덕혜옹주> (와다 / 간호사)
- 2010.08.01 ~ 2010.08.31 김성종 <최후의 증인> (여자 / 중년 여 / 여경 외)
- 2010.10.01 ~ 2010.10.31 진   산 <대사형>
- 2010.11.01 ~ 2010.11.30 양귀자 <원미동 사람들> (경국이네)
- 2010.12.01 ~ 2010.12.31 권지예 <4월의 물고기> (어린 오빠 / 안젤라)
- 2011.01.01 ~ 2011.01.31 권현숙 <에어홀릭> (어린 규 / 선배1 / 한여울 / 아줌마 / 친구1 / 여자선배 / 관객2 외)
- 2011.05.01 ~ 2011.05.31 박석준 <그루터기> (구동수 / 여자)
- 2011.06.01 ~ 2011.06.30 천명관 <고령화 가족> (집주인)
- 2012.01.01 ~ 2012.01.31 한수영 <플루토의 지붕> (정육점 여자)

라디오 독서실 (KBS 2라디오)
- 2010.02.14 김부식 <호동왕자와 낙랑공주> (왕비2)
- 2010.02.28 하근찬 <수난이대> (상인2)
- 2010.04.04 조갑상 <통문당> (여자)
- 2010.04.25 김중혁 <1F/B1> (입주민)
- 2010.06.20 권정생 <몽실언니> (할머니1)
- 2010.07.04 윤고은 <1인용 식탁> (점원2)
- 2010.07.18 이종호 <플루토의 후예> (영서)
- 2010.08.01 김종일 <도둑놈의 갈고리> (여자)
- 2010.08.15 이범선 <학마을 사람들> (아낙2)
- 2010.09.05 최대환 <바다위의 주유소> (라디오 DJ)
- 2010.09.19 이윤기 <손님> (처녀 모)
- 2010.10.10 전성태 <소를 줍다> (어머니)
- 2010.10.24 이시은 <손> (여직원)
- 2010.12.26 한창훈 <밤눈> (어머니)
- 2011.01.02 이호철 <나상> (어머니)
- 2011.01.09 전경린 <강변마을> (엄마)
- 2011.01.30 설은영 <집시, 달을 굽다> (경원 모)
- 2011.02.13 박완서 <그 남자네 집> (어머니)
- 2011.02.27 전광용 <꺼삐딴 리> (할머니)
- 2011.03.27 윤고은 <해마, 날다> (해마1)
- 2011.05.15 황선미 <나쁜 어린이 표> (선생님)
- 2011.05.29 최일남 <타령> (간장)
- 2011.07.17 조선희 <서리, 박지> (이모)
- 2011.08.14 강경애 <소금> (용애 모)
- 2011.09.04 한성우 <아, 김광석> (엄마)
- 2011.10.09 천운영 <눈보라콘> (어머니)
- 2011.11.06 이무영 <제1과 제1장> (어머니)
- 2011.11.13 편혜영 <저녁의 구애> (여자)
- 2011.11.27 윤성희 <부메랑> (동창)
- 2011.12.25 오세혁 <크리스마스에 30만원을 만날 확률> (성우)
- 2012.07.15 하   우 <모기> (약희)
- 2012.11.04 김중혁 <요요> (장수영)

KBS 무대 (KBS 한민족 방송)
- 2010.04.03 선택
- 2010.04.17 내게도 사랑이
- 2010.04.24 돌아온 봄 날 (여자)
- 2010.05.01 쌍둥이 남매
- 2010.05.08 마지막 도부꾼, 길 위에 지다 (소녀2)
- 2010.06.05 도둑 갈매기 (종업원)
- 2010.07.17 익숙한 곳에서 길 찾기 (은영)
- 2010.09.11 네 번째 방 (이웃3)
- 2010.09.18 반달 송편
- 2010.10.09 아빠는 출장 중 (출장 요리사)
- 2010.10.16 헬리콥터, 날개를 접다 (여직원)
- 2010.10.23 캥거루 가족의 독립운동 (희진)
- 2010.10.30 2인3각 (아줌마)
- 2010.11.06 가을손님 (손님)
- 2010.11.13 침입자
- 2010.11.20 내 친구 김 부장, 김씨 아저씨 (아이 엄마)
- 2011.01.08 우리 순영이 (여자)
- 2011.01.29 행복한 명절 증후군 (막내 동서)
- 2011.02.26 호각소리 (영옥)
- 2011.03.05 고향의 봄 (뉴스 앵커)
- 2011.03.12 화빈방 미용실 (미스 차)
- 2011.03.19 교수님을 부탁해
- 2011.03.26 꽃 피는 바다 (안내 방송)
- 2011.04.16 학수 이발관 (조선형)
- 2011.05.14 사과 꽃 (여자)
- 2011.05.28 할아버지의 피아노 (이영란)
- 2011.06.11 야광(夜光) 소나타 (손님2)
- 2011.06.25 나는 누구입니까?
- 2011.07.16 그 이름으로 (교사)
- 2011.08.13 별이 빛나는 밤에
- 2011.09.03 영이누나 (선미)
- 2011.09.10 우리들의 한가위 (아이)
- 2011.09.24 502호 그 여자 (이웃1)
- 2011.10.29 꽃진이 (영란)
- 2011.11.19 그 남자의 귀향 (아이3)
- 2011.12.24 나를 연애하게 하라 (대리1)

다큐멘터리 역사를 찾아서 (KBS 1라디오)
- (연기)

대한민국 경제실록 (KBS 1라디오)
- 2010.04.19 ~ 2010.07.20 제01화 IMF가 있었다. (비서 외)

경제를 배웁시다 (KBS 한민족 방송)
- 2010.09.22 추석특집 동화로 배우는 경제 2부 <지혜로운 며느리> (셋째 며느리)
- 2011.11.30 KBS 안동 방송국 라디오 특집 다큐멘터리 <세계문화유산 1년, 앞으로 100년> (동네 처녀)

북방동포 체험수기 특집 <한민족의 얼을 지키는 사람들> (KBS 한민족 방송)
- 2010.12.31 제2부 엄마의 한복 사랑 (할머니)

### 게임
- 사이퍼즈 (루시 리)

### 방송
- 꾸러기 탐구생활 (SBS)
- 다큐 플러스 72회 : 당 중독, 혈통에 주목하라! (JTBC) - 내레이션

### OST
- Dear My Future * My Transform * Party Driver * Life is Just a Miracle - 꿈의 보석 프리즘스톤 (문선희 , 김현지 , 윤성혜 와 합창으로 부른 한국어 번역곡)
- ThankQ - 꿈의 보석 프리즘스톤 (한경화, 배주영 와 합창으로 부른 한국어 번역곡)
- 뱀파이어 소녀 달자 엔딩 달콤한 인간 셰계